# Павлюченко, Полина Григорьевна
Поли́на Григо́рьевна Павлюче́нко (укр. Поліна Григорівна Павлюченко; род. 29 апреля 1945 года, село Тарасовка Киево-Святошинского района Киевской области) — украинская певица (меццо-сопрано), музыкальный педагог. Народная артистка Украины (1994).

## Биография
В 1966 году окончила студию при Украинском народном хоре имени Григория Верёвки. С того времени солистка этого хора.
В 1975 году окончила Киевский институт культуры (ныне Киевский национальный университет культуры и искусств). Профессор этого университета, занимается постановкой профессиональных женских голосов по специальности «народное пение».
Выступает в составе вокального трио вместе с Верой Мартыненко (сопрано) и Натальей Цюпой (контральто). В 1995 году всем троим присвоили звание народных артисток Украины.